# ردراک، شهرستان یاواپای، آریزونا
ردراک (به انگلیسی: Red Rock) یک منطقهٔ مسکونی در ایالات متحده آمریکا است که در شهرستان یاواپای، آریزونا واقع شده‌است. ردراک ۱٬۲۱۱٫۹ متر بالاتر از سطح دریا واقع شده‌است.